# Tsukubamonas globosa
Classe
Ordre
Famille
Genre
Espèce
Tsukubamonas globosa est une espèce de protistes flagellés, la seule connue du genre Tsukubamonas, de la famille des Tsukubamonadidae, de l’ordre des Tsukubamonadida, et de la classe des Tsukubea, dans l’embranchement des Loukozoa.
Tsukubamonas globosa a été isolée d'une mare sur le campus de l'Université de Tsukuba, au Japon.